# Haruki Fukushima
Haruki Fukushima (jap. 福島 春樹, Fukushima Haruki; * 8. April 1993 in Seto, Präfektur Aichi) ist ein japanischer Fußballspieler. 

## Karriere
Haruki Fukushima erlernte das Fußballspielen in der Jugendmannschaft des Seto NFC, den Schulmannschaften der Seto Minase Jr. High School und Shizuoka Gakuen High School sowie der Universitätsmannschaft der Senshū-Universität. Von Februar 2015 bis Januar 2016 wurde er von der Senshū-Universität an die Urawa Red Diamonds ausgeliehen. Nach Ende der Ausleihe wurde er von den Urawa Reds fest verpflichtet. Der Verein aus Saitama spielte in der höchsten Liga des Landes, der J1 League. Von Juli 2016 bis Januar 2017 wurde er an Gainare Tottori ausgeliehen. Mit dem Verein aus der Präfektur Tottori spielte er in der dritten Liga, der J3 League. 2018 gewann er mit den Urawa Reds den Kaiserpokal. Die Saison 2021 wurde er vom Zweitligisten Kyōto Sanga ausgeliehen. Mit dem Verein aus Kyōto feierte er Ende 2021 die Vizemeisterschaft und den Aufstieg in die erste Liga.

## Erfolge
Urawa Red Diamonds
- Kaiserpokal: 2018

Kyoto Sanga FC
- J2 League: 2021 (Vizemeister)  ▲